# 黙秘権
黙秘権（、英: right to remain silent）は、自己の供述したくない事柄について沈黙する権利および沈黙していることを理由に不利益を受けない権利をいう。

## 趣旨と効果

### 趣旨
黙秘権の保障の趣旨は、捜査機関が拷問や脅迫の手段によって、無理に自白を引き出すことを防止しようとすることにある。
黙秘権と自己負罪拒否特権の関係については、自己に不利益となる事実の供述を強要されない権利を自己負罪拒否特権、それを拡張し自己に利益か不利益かを問わずすべての供述を拒否し黙秘する権利を黙秘権として整理されることがある。また、黙秘権とは被疑者・被告人の自己負罪拒否特権をいうと整理されることもある。なお、自己負罪拒否特権は証人に対しても証言拒否権として認められている。

### 効果
黙秘権には以下のような効果がある。
1. 黙秘権の行使に対しては刑事罰等の制裁を受けない[1]。
2. 黙秘権を侵害して得られた供述（自白）は証拠として採用されない[1]。
3. 黙秘のみを理由に不利益な判決を受けることはない[1]。

捜査機関・検察側による“有罪である”とする論拠に対して、被疑者自ら積極的に“無罪である”とする論拠を示そうとすると、その後に捜査機関・検察側が提出する論拠によっては嘘ではなくても辻褄が合わなくなって、供述を訂正したり撤回したりして心証を悪くする結果となったり、被疑者の予想に反して主張した事実を裁判で不利な事実と指摘され、不利になる可能性がある。しかし、被疑者が黙秘権を行使すれば、そのような展開になる可能性をなくすことができる。
黙秘権の行使をもって不利益な量刑資料とすることはできない。ただし、自ら自白し反省する者を量刑上有利に扱うことはでき、結果的に有罪認定された際には自白し反省している者よりも黙秘している者のほうが量刑が重くなることはありうる。
また、黙秘権の行使だけで勾留や権利保釈の判断に不利益な判断を行うことはできないが、他の事情と相まって証拠隠滅のおそれがあると推測されれば不利益に判断されることもありうる。

### 捕虜
捕虜は、戦時国際法の捕虜条約に基づき、氏名・階級・生年月日・認識番号を伝える義務があるが、それら以外の情報については黙秘する権利がある。

## 沿革と展開

### 欧米
古く自白は「証拠の王」または「証拠の女王」と呼ばれ、有罪の認定に最も重要な要素とされていた。例えばカロリーナ刑事法典では、刑の言い渡しの要件として、犯人の自白または2人以上の信憑性のある証人の証言が必要とされた。しかし、フランス革命を契機に文明国では自白の強制を防止するための法制が必要と考えられるようになった。
黙秘権は17世紀後半でイギリスにおいて成立した。当時の星法院裁判所（スター・チェンバー）の審理は何の訴えも待たずに開始され、被告人には宣誓した上で供述することが義務づけられていた。このような制度に反対していた一人がリルバーン（Lilburn）であり、彼は1637年に星法院裁判所での宣誓供述を拒否したため処罰された。
1641年にイギリス下院は、このような措置は残虐・不正・野蛮・暴虐であり市民の自由に反するものとして、同年に星法院裁判所を廃止した。イギリスでは、17世紀末までに「何人も、自らの口で自分自身を有罪とするように強制されることはない」とする原則が確立された。
その後、黙秘権はアメリカ合衆国憲法修正第5条により「何人も、いかなる刑事事件においても、自己に不利益な供述を強制されない」として具体化された。
なお、捜査機関による捜査段階での供述については黙秘権と自白法則の融合がみられる。自白法則は拷問や脅迫などによって獲得された自白を証拠から排除するという原則であり黙秘権よりもおそく18世紀後半に成立した。元来、黙秘権は供述義務のない者を法律上供述義務のある立場に置くこと（供述の強要）を禁じるもので、裁判所が被告人に法律上の供述義務を課す場合にのみ問題になるとされた。
一方、自白法則は拷問や脅迫などの事実上の強制（供述の物理的・心理的な強制）を排除するものであるから、公判廷外の自白に適用されると考えられた。そのため、かつては被告人は裁判所との関係で法律上の供述を強制されない特権を有するのであり、捜査機関に対して供述義務を負わない被疑者に、このような特権はなく、捜査機関による供述の物理的・心理的な強制は自白法則で処理すべきと考えられたこともある。
しかし、供述強制による侵害の危険が大きいのは、むしろ被疑者の場合であり、裁判所による供述強制だけでなく国家機関一般による供述の強制が禁止されているとみるべきと考えられるようになった。アメリカ合衆国でも、最初は裁判所に対する特権と考えられていたが、捜査機関に対する被疑者の黙秘権が強調されるように推移している。なお、日本でも黙秘権と自白法則の融合に関する指摘がある。

### 日本

#### 大日本帝国憲法下
大日本帝国憲法下の旧刑事訴訟法（大正刑訴法、明治刑訴法、治罪法）には黙秘権を認める明文の規定はなかったが、建前としては被疑者・被告人の供述義務は否定されていた。しかし、法理論と実務の乖離が激しく、実務的には被疑者・被告人は主体性なき証拠方法として扱われ、供述を余儀なくされていた。

#### 日本国憲法下
日本国憲法においては、第38条が黙秘権を保障している。
また、刑事訴訟法第198条2項は被疑者の黙秘権について「取調に際しては、被疑者に対し、あらかじめ、自己の意思に反して供述をする必要がない旨を告げなければならない。」と規定している（黙秘権の告知）。また、刑事訴訟法第311条1項は被告人の黙秘権について「被告人は、終始沈黙し、又は個々の質問に対し、供述を拒むことができる。」と規定している。
黙秘権の範囲について刑事訴訟法は、日本国憲法とは異なり「自己に不利益な供述」という限定を付けておらず、刑事訴訟法は自己にとって不利益かどうかを問わず（自己に利益となる場合であっても）供述を拒否することができる。
ただし、判例では、黙秘できる事項は「刑事上の責任を問われるおそれのある事項」であると解釈している。学説には人定質問の段階から黙秘することも可能と解する見解があるが、最大判昭和32年2月20日のように、氏名については原則として黙秘権の保障が及ばないことが判示されたケースもある。氏名について黙秘権が及ぶケースとしては、有印私文書偽造・同行使罪で私文書の作成者として特定されている被告人が自己の氏名を明らかにすると、被告人が他人の氏名を冒用していることが判明する場合等は自己の氏名を供述することで刑事上の責任を問われるおそれのある事項として氏名についても黙秘権の保障が及ぶと考えられている。とは言え、起訴された者が、不法滞在外国人であったり、他の犯罪嫌疑で指名手配を受けていた者で、人違いで起訴された場合などでは氏名についての黙秘権の保障が及ばないかどうかについては争いがある。
日本の刑事裁判においては、第一回公判で人定質問を終え、起訴状朗読が終わった際、罪状認否に先立って、必ず裁判官は被告人に対し大要以下のように黙秘権の告知を行う（刑事訴訟法第291条第4項）。
なお、判例は、黙秘権の不告知は供述の任意性に影響しないとしている。

## 黙秘権に関する議論

### 論点
黙秘権は強大な公権力を持つ捜査機関から、弱い個人である被疑者を守る目的があるが、司法手続のあり方から議論となる場合がある。
- 城丸君事件では、被害者と最後に接触して被害者の遺体を密かに所持して、最重要人物と目された被疑者が逮捕、起訴されたが、黙秘権を行使し続けた結果、重大な犯罪で被害者を死なせた疑いが強いが、殺意については合理的な疑いが残るとして、殺人罪の無罪が確定した。
  - この事件では、被告人が黙秘権を行使し続けたため、被害者の死亡の真相が明らかにならなかったとして、被害者遺族に同情的な見解がある[注釈 2]。
- 被告人が終始黙秘を続けた和歌山毒物カレー事件の和歌山地方裁判所でも、同事件の被害者の会を中心に、被告人の黙秘権行使に反対する署名運動が展開された。和歌山地裁の判決文は、黙秘の事実は事実認定の資料になっていないことを明言した上で、黙秘権の趣旨並びに正当性を説明する異例の言及を行っている。
- 被疑者が終始黙秘権を行使したことにより、「供述できない理由がある」・「やましいことがある」と判断され状況証拠によって被疑者が起訴され、却って不利益を受けたと評価されかねない事例もある[注釈 3]。

### 自白や黙秘権に関連する制度
被疑者の自白や黙秘権に関連する制度には次のようなものがある。ただし、自己負罪型の司法取引については真実が解明されれば本来の刑の回避を認めてもよいのかという問題点があるほか、捜査協力型の司法取引ついては他人を犯罪の嫌疑に引き込む危険性も指摘されている。また、司法取引は、本当は罪を犯していないにもかかわらず、裁判で争うよりも軽い罪で認めた方がいいという、任意の冤罪事件を増やす恐れがあるという指摘もある。

#### 量刑ガイドライン制度
量刑ガイドライン制度は、イギリスやアメリカ合衆国で導入されている制度で、裁判所による量刑判断において、被疑者が自白等を行った時期や内容に応じて、刑の減免を認める制度である。

#### 王冠証人制度
王冠証人制度はドイツで導入されている制度で、被疑者が一定の犯罪の解明に積極的に貢献した場合、裁判官による量刑判断において、その時期や捜査への貢献に応じて、刑の減免を認める制度である。辻本典史近畿大学教授によると、ドイツの王冠証人制度は薬物犯罪以外ではほぼ使われていないと2018年時点で述べている。

#### 虚偽供述の防止
アメリカ合衆国やイギリスでは、被疑者や被告人が黙秘権の範囲を超えて、積極的に虚偽供述をする行為が、明文で処罰化されている。

#### 黙秘の不利益推定
イギリスでは、1994年に黙秘権の一部を制限する立法が行われた。具体的には、被疑者が警告(caution)の下で取調べを受けているときに、その当時の状況において言及しておくことが合理的に期待され得た事実について言及しておらず、かつ、後の公判で抗弁としてその事実に依拠した場合には、「黙秘によって判決に不利に働く可能性がある」ことを告知し、その上で黙秘をした場合は、裁判所や陪審は被疑者に不利益に推認することを可能とする、との規定である。
- こうした条項の下では、被疑事実について捜査機関が説明を求めた場合、黙秘による不利推認可能性の告知をした上で、なおも被疑者が黙秘権を行使し続けた場合、裁判所・陪審は、黙秘権行使の事実を有罪方向に推認して、被告人に不利な心証を形成することも許されることになる[19]。
- 日本も、このような法整備をしなければ、強引な捜査を助長したり、犯罪者を見逃したりすることになるという意見も一部にある[20]。

一方、こうした不利益推認を許す条項は、欧州人権条約第6条及び国際人権規約（自由権規約）第14条に違反しているという見解もあり、ヨーロッパ人権裁判所では、同条項の効力が問題になることがある。